# Надеждино (Рассказовский район)
Наде́ждино (Надёжка) — деревня в Рассказовском районе Тамбовской области Российской Федерации. Входит в состав Пичерского сельсовета.
С 1861 по 1924 год деревня входила в состав Пичерской волости 2-го стана Тамбовского уезда. С 1924 по 1928 в состав Рассказовской волости. С 1928 по 1959 год — в Пичерский сельсовет Рассказовского района.

## География
Расположена в 5 км к востоку от села Пичер, в 15 км к юго-востоку от Рассказово и в 50 км от Тамбова.

### Климат
Климат деревни умеренно-континентальный, относительно сухой с тёплым летом и холодной, морозной зимой.
Территория за год получает около 90 ккал/см2 солнечной радиации. Доля прямой радиации меняется в зависимости от облачности, прозрачности, высоты солнца над горизонтом и в течение года принимает значения от 20 до 60% от прямой радиации.
Среднегодовая температура воздуха колеблется от +2 до +5ºС. Средняя температура июля +20ºС, января - 11ºС. Максимальная температура летом достигает +30ºС, минимальная температура зимой -30ºС.

## История

### XIX век
Деревня существует с первой половины XIX века, одно из первых упоминаний о ней относится к 1834 году.
Принадлежала трём братьям помещикам — штаб-ротмистру Алексею (1799-1862), коллежскому советнику Николаю и инженер-прапорщику Михаилу (1802 – 1871) Фёдоровичам Рахмановым, а им, детям, досталась по наследству от покойного родного дяди бригадира Алексея Степановича Рахманова в 1827 году.
Деревня была заселена крепостными крестьянами вышеназванных помещиков. В 1828 году в ней было 505 человек (домов — 43). В переписной книге пометка: «Переведены (крестьяне) Кирсановского уезда из деревни Мельничного поселка в 1828 году», «Переведены из села Иры (Козьмодемьяновского) в 1828 году». Среди крестьян-домохозяев значились: Парамонов Пантелей, Михеев Сергей, Дементьев Михаил, Тимофеев Маркел, Филиппов Никифор, Ларионов Иван, Васильев Павел, Романов Алексей. 
По документам очередной ревизии 1856 года деревня принадлежала уже малолетним помещикам Петру (1843-1911) и Павлу (1842-1888) Александровичам Ланским, которая досталась им по наследству от матери Наталии Фёдоровны Ланской (Петрово-Соло) (1809-1856). Тогда в 1856 году деревня насчитывала 78 крестьянских дворов с населением мужского пола: — 312 душ. Население женского пола — 304 души, всего 616 жителей.
В 1862 году деревня насчитывала 618 жителей. Находилась при реке Кензарь. Действовал овчарный завод.
На момент 1866 года крестьяне Надёжки в количестве 180 душ вместе с крестьянами Дмитриевщинской волости отправляли подводную повинность в Курдюках Кирсановского уезда.
В 1873 году деревня насчитывала 305 душ мужского пола.
В 1880 году деревня насчитывала 99 дворов с населением 719 жителей.
В 1884 году, согласно подворной переписи деревня насчитывала 113 крестьянских дворов (из них не имеют никакого скота - 21, 3 домохоз. имели по 3 избы) ( домов 5 аршинных - 1, 6 арш. - 32, 7 арш - 50, 8 арш. - 18, 9 арш. - 6, 12 арш. - 1). ж.п. 362, м.п. 371, всего 733 жителя. Из них грамотных - 11 мужчин и 1 женщина. 7 солдат на действительной службе. Число имеющих лиц имеющих надел и обрабатывающих лично - 13. Было два промышленных заведения. Количество скота: лошадей - 221, коров - 165, овец - 695, свиней - 139. Деревня давала годовой доход государству 599 руб.
В период с 1870 по 1886 г. в деревне произошли 13 крупных пожаров, из всех 109 домохозяйств, пострадало 110, всего сгоревших строений - 210. Сумма выданная на восстановление - 4545 руб..
В конце XIX — начале XX века деревня входила в состав Пичерской волости Тамбовского уезда. С 1928 года — в Пичерский сельсовет Рассказовского района.
Во время голода в России 1891-1892 годов 3 мая 1890 года на 124 души из-за неурожая из губернского продовольственного капитала была выдана продовольственная хлебная ссуда на сумму 124 руб. сроком до 3 мая 1893 года. К сентябрю 1894 года оставалось выплатить 40 руб. 19 коп..
В 1893 году с Каменных Озёрок и Надёжки ежегодно 198 пудов шерсти продавалось на месте (землевладельцами наследниками г. Ланского, управляющий на месте отсутствовал).За мещанином Платоном Ивановым числилось земли при деревне 7 десятин, а за крестьянином села Новгородовки Денисом Ефимовым Давыдовым 27.
В 1894 году град побил 300 озимого хлеба крестьян.
В 1897 году деревня насчитывала 873 жителя. Размер надела на ревизскую душу 3,2 (средний надел).
На 1899 год: домохозяев, ведущие самостоятельное хозяйство и обрабатывающих свой надел самостоятельно - 110, сдавали свой надел полностью - 10, частью - 50. Крестьяне выращивали: рожь - 292 (дес.), овёс - 130, прос - 147, гречиху - 2, горох - 1. Также они выращивали, снимая за деньги, или отработки: 20 десятин ржи, 20 овса, 10 проса, 6 табака.Несколько единиц крестьян уходили на отхожие промыслы - на шахты и сельхоз работы в г. Бахмут Екатеринославской губернии.

### Начало XX века
В 1903 году в деревне было 1 сапожник, 2 чесальщика, 2 печника, 5 кровельщиков.  Лошадей - 272, рогатого скота - 118, овец - 454, свиней - 22. Всего надельной земли было 995.
Некоторые семьи ездили на заработки в Рассказово (к фабрикантам Асеевым, купцам Болотниковым, Желтовым). Все крестьянки Надёжки, начиная с 8-9 летнего возраста занимались вязанием чулок, носков, варежек, перчаток, платков и кушаков. Продукция сбывалась в основном в Рассказове через скупщиков, развозивших её в Ростов и Нижний Новгород в громадном количестве. А от туда, по рассказам куда-то за моря.
В деревне имелся один пруд - усадебный. Плотина была навозной. Воды было мало она просачивалась и к тому же загнивала. Полевых прудов не было и скот для водопоя гоняли в деревню при значительном (991 десятина) и вытянутом наделе скоту приходилось делать для этого большие концы. В расстоянии около версты от деревни имелась небольшая балка с протоком, к которой подходили все три поля, здесь можно было устроить хороший пруд, углубив несколько балку. Таким образом в Надёжке нужно было устроить две платины (у существующего усадебного пруда и в полевом).
6 апреля 1905 года во время Первой Русской Революции местные крестьяне составили приговор о сдаче им в аренду из имения Ланской земли по низкой цене и за сдельную работу установили норму оплаты по высокой цене. Крестьяне решили никого не пускать работать на других условиях: ни своих односельчан, ни других рабочих. А также угрожали "открытой силой". Далее на хуторе арендатора Крючкова  крестьяне потребовали от рабочих прекратить работу — запруду плотины; когда вмешался урядник, его оскорбили словом и действием. После подавления волнения был составлен протокол и арестовано 2 крестьянина и сельский староста д. Надёжки.Агитацией крестьян занимался псаломщик села Богословки Чугунов.
В 1910 году деревня насчитывала 991 десятину земли. Сельским старостой в то время был С. Филимонов, он обвинялся в вымогательстве и взяточнистве, но дело было прекращено за недостатком улик.
По епархиальным сведениям 1911 года в Надеждино насчитывалось 129 крестьянских дворов с населением 739 человек. Относилась к церковному приходу села Новгородовки, в 7 верстах от неё, но также некоторая часть крестьян ходила в Пичерскую церковь. Входила в состав Пичерской волости.
Первая начальная школа в деревне Надёжка была построена и открыта в конце 1911 года. Сумма затраченная на постройку - 4849, 98 рублей. Её финансировало Тамбовское уездное земство и её название земская. Это было сосновое 1-этажное здание на кирпичном фундаменте на извести, железная крыша окрашена медянкой, печи сложены и выбелены.
В адрес-календаре Тамбовской губернии за 1914 год деревня упоминается, как:" д. Надёжка, престольный праздник Косьмы и Дамиана". Имелись однокомплектная земская школа, открытая в 1911 году. (находилась на улице Школьной) — законоучитель, священник Александр Иванович Сохранский, бывший преподаватель семинарии, учитель Сергей Иванович Чугунов (с сентября 1912 г.). И личное имение Екатерины Устиновной Ланской (Араповой) (1844-1919гг). Форма землевладения - общинное. Население 1109 жителей. 1003 десятин земли. Сельским старостой в то время был Никита Иванович Малухин (1876). 
В годы Первой Мировой в деревню и соседнее село Новгородовку прибыли беженцы-украинцы семьи: Белевичи, Велисевичи, Левчуки, Прокоповичи.
15 июля 1916 года группа жителей Надёжки подала прошение на имя Тамбовского губернатора с ходатайством об открытии Надеждинского общества потребителей. Учредителями общества выступили местные жители, включая учителей Надеждинской земской школы Сергея Чугунова (1889) и Феликса Дулгуса (1894), а также крестьян Егора Удалова (1858), Романа Филина (1872-1933), Никиту Малухина (1876), Ивана Удалова (1858) и Павла Удалова (1881). Целью создания общества было предоставление местному населению возможности приобретать товары первой необходимости по более низким ценам, а также содействие сбережениям среди членов общества. Устав общества был составлен в соответствии с нормативным документом, утверждённым Министром внутренних дел 13 мая 1897 года. Согласно уставу, членами общества могли стать жители деревни Надёжка обоих полов и всех сословий, при условии внесения вступительного взноса в размере одного рубля и пая в десять рублей. Управление обществом осуществлялось правлением, состоящим из избранных председателя Максима Яковлевича Криевичева (1878), казначея Романа Афанасьевича Филина (1872-1933) и секретаря Егора Васильевича Чикина (1887). Перед утверждением устава Тамбовское губернское жандармское управление по просьбе вице-губернатора Липинского провело проверку политической благонадёжности учредителей. В результате проверки было установлено, что ни один из учредителей не замечен в политической неблагонадёжности, а их поведение и нравственные качества характеризуются как хорошие. Мотивом создания общества была объявлена борьба с дороговизной и улучшение условий жизни бедного населения. 26 апреля 1916 года учредители получили проект устава. Официальное открытие общества состоялось после утверждения устава губернскими властями. Этот случай является примером инициативы местного населения в условиях экономических трудностей периода Первой мировой войны, направленной на улучшение условий жизни через создание потребительского кооператива.

### Советский период
В начале 1918 года земская школа была преобразована в единую трудовую школу I-ой ступени.
Во время Тамбовского восстания (1920-1921) деревня поддержала восставших. В ноябре 1920 года был арестован и расстрелян красными руководитель группы восставших в Надёжке Филимонов (председатель местного сельского комитета эсеровской организации Союза трудового крестьянства). Во время подавления восстания большевики брали в заложники жителей деревни, для того чтобы те начали выдавать зерно и повстанцев. 10 июля 1921 года было взято 102 заложника, из них были расстреляны - 8, после расстрелов население начало указывать своих односельчан повстанцев и спрятанное ими оружие. На Надёжку и Павловку был наложен штраф, в качестве развёрстки хлеба в 2466 пудов и масленичных семян в 160 пудов за то, что те поддержали восстание. 
В 1923 году деревня насчитывала 178 дворов с населением 948 жителей.
По данным Всесоюзной переписи 1926 года деревня насчитывала 165 домохозяйств с населением 800 человек.
Во время коллективизации был образован колхоз "Красный Октябрь". В 1958 году он объединился с Пичерским колхозом.
В 1932 году деревня насчитывала 889 жителей.

## Название
Название деревня получила, скорее всего от одной из дворянок Рахмановых. Они владели деревней в 1820-х годах, далее Ланские (родственники Пушкина) получили право управления над деревней.

## Фамилии
Фамилии большинства жителей стали записываться вскоре после Отмены Крепостного права, в раннем конце XIX века. Многие фамилии, почти без изменений, дошли до наших дней: Акимовы, Абакумовы, Бычковы, Герасимовы, Ересины, Киреевы, Каширцевы, Михеевы, Меркуловы, Николаевы, Парамоновы, Петровы, Першины, Панковы, Рогачёвы, Романовы, Санталовы, Сукотов, Удаловы, Филимоновы, Филиновы, Ха́льзовы, Чикины.
Самые распространённые по количеству жителей, являются, несколько крестьянских родов: Филимоновы, Удаловы, Парамоновы.

## Население
| 2010 |
| ---- |
| 62   |

В 1989 году в деревне проживало — 189 жителей.
В 2002 году деревня насчитывала — 161 житель.
В 2008 году деревня насчитывала — 114 жителей
В 2019 году деревня насчитывала — 65 домов с населением 75 жителей.

## Известные жители
Сергей Иванович Панков (6 сентября 1907, Надеждино —  18 февраля 1960, Москва)  — советский военный деятель.